# Cytisus triangularis
Cytisus triangularis là một loài thực vật có hoa trong họ Đậu. Loài này được (Willd.) Vis. miêu tả khoa học đầu tiên năm 1850.